# Sophronica rufoscapa
Sophronica rufoscapa là một loài bọ cánh cứng trong họ Cerambycidae.